# ФШ „Йелгава“
„Йелгава“ (на латвийски: Futbola skola Jelgava) е футболен отбор от едноименния град Йелгава в Латвия.
Тимът играе мачовете си на стадиона в Земгалски олимпийски център в Йелгава с капацитет 1560 места. Играе във Висшата лига на Латвия. Дебюта си във Висшата лига прави през 2002 година.

## История
Футболна школа Йелгава е основана през 2018 от „ФК Йелгава“ За да се продължи развитието на децата, клубът подписва споразумение с отборът от Рига „Албатрос“ и така официално се появява футболният отбор на „Албатрос/ФШ Йелгава“.

## Успехи
- Купа на Латвия
  - 1/2 финалист (1): 2022
- Първа лига (2 ниво)
  -  Шампион (1): 2022
- Втора лига (2 ниво)
  -  Шампион (1): 2020